# Felipe Maeztu
Pour les articles homonymes, voir Maeztu (homonymie).
Felipe Maeztu, né le 13 septembre 1905 à Labraza et mort le 18 décembre 1958 à Pernes-les-Fontaines, est un officier français de la Légion étrangère, compagnon de la Libération.

## Biographie
En novembre 1927, Felipe Maeztu s'engage pour 5 ans dans la Légion étrangère. Il sert un an en Algérie puis 10 ans au Maroc au sein du 1er et du 4e Régiment étranger.

Insigne régimentaire de la 13e demi-brigade de Légion étrangère (13e DBLE).

D'avril à juin 1940, au sein de la 13e demi-brigade de Légion étrangère (13e DBLE), il participe à la campagne de Norvège. Il est sergent-chef et combat, entre autres, à Bjervik puis Narvik.
L'invasion de la France par les troupes allemandes, le 10 mai 1940, entraîne le rapatriement de la demi-brigade qui débarque, le 4 juin en Bretagne aux combats sur le territoire national. Elle est rapidement prise dans la tourmente de la débâcle et le 21 juin les rescapés de la demi-brigade réussissent à embarquer et à rejoindre l'Écosse.
Felipe Maeztu fait partie des 900 légionnaires qui décide de rallier le général de Gaulle le 1er juillet 1940.
De septembre 1940 à novembre 1940, toujours avec la 13e DBLE, il participe, fraîchement promu adjudant, à l'opération Menace, à la campagne du Gabon vichyste.
Début 1941, il participe à la campagne d'Erythrée au sein de la Brigade française d'Orient (la 1re brigade française libre). Puis en juin 1941, à celle de Syrie.
En septembre 1941, il est promu sous-lieutenant et prend le commandement d'un peloton de la 1re compagnie de transmission au sein de la 1re brigade française libre. Il combat à Bir-Hakeim, El-Alamein et en Tripolitaine.
Le mai 1943, il est lieutenant et participe à la campagne de Tunisie.
En avril 1944, Felipe Maeztu débarque avec la 1re division française libre en Italie et participe à la campagne d'Italie. Puis en août 1944, au débarquement de Provence et à la libération de la France.
Lorsqu'elle atteint l'Alsace, son unité est envoyée réduire les poches de résistance sur le front de l'Atlantique. Elle est rappelée en urgence pour défendre Strasbourg en janvier 1945. Le 23 janvier 1945, avec la 13e DBLE, participe à l'offensive de la 1re armée pour réduire la poche de Colmar.
En avril 1945, il prend part aux combats du massif de l'Authion, l’une des dernières sur le territoire français, qui ouvre le chemin des crêtes italiennes et permet aux troupes françaises de poursuivre vers le Piémont où Felipe Maeztu finit la guerre à Turin.
En août 1945, il reçoit la nationalité française. Il participe encore à la guerre d'Indochine puis quitte l'armée en 1952 avec le grade de commandant.
Il se retire à Madagascar, puis à Pernes-les-Fontaines où il finira ses jours.

## Distinctions
- Chevalier de la Légion d'honneur ;
- Compagnon de la Libération (2 juin 1943) ;
- Croix de guerre 1939–1945 avec deux citations ;
- Croix de guerre des Théâtres d'opérations extérieurs avec deux citations ;
- Croix du combattant ;
- Médaille coloniale avec agrafes Maroc, Sahara, Erythrée, Bir-Hakeim, Libye, Tunisie ;
- Médaille commémorative des services volontaires dans la France libre ;
- Chevalier de l'ordre du Ouissam alaouite ;
- Chevalier du Nicham El Anouar ;
- Ordre du Mérite 4e classe.
- Paz del Marrueco (« Médaille de la Paix du Maroc » en espagnol)